# Struthanthus planaltinae
Struthanthus planaltinae är en tvåhjärtbladig växtart som beskrevs av C.T. Rizzini. Struthanthus planaltinae ingår i släktet Struthanthus och familjen Loranthaceae. Utöver nominatformen finns också underarten S. p. elongatipes.